# Fort Ann (hrabstwo Washington)
Fort Ann – wieś w Stanach Zjednoczonych, w stanie Nowy Jork, w hrabstwie Washington.